# Pseudagrion ambatoroae
Pseudagrion ambatoroae – gatunek ważki z rodziny łątkowatych (Coenagrionidae).